# Accusée à tort
Ne doit pas être confondu avec Accusé à tort.
Accusée à tort (Accused at 17) est un téléfilm américain réalisé par Doug Campbell et diffusé le 1er mai 2010 sur Lifetime ainsi que le 5 décembre 2009 au Canada.

## Synopsis
Une jeune fille de 17 ans, Bianca, décide avec l'aide de ses deux amies de se venger de la fille qui a couché avec son copain lors d'une fête. Mais tout ne va pas se passer comme prévu...

## Fiche technique
- Titre original : Accused at 17
- Réalisation : Doug Campbell
- Scénario : Christine Conradt, d'après une histoire de Ken Sanders
- Pays :  États-Unis
- Genre : Thriller
- Durée : 90 minutes

## Distribution
- Cynthia Gibb (VF : Danièle Douet) : Jacqui Madler
- Nicole Gale Anderson (VF : Jessica Monceau) : Bianca Madler
- Janet Montgomery (VF : Adeline Chetail) : Fanny Werner
- Stella Maeve (VF : Jessica Barrier) : Sarah Patterson
- William R. Moses (VF : Edgar Givry) : Michael Werner
- Barbara Niven (VF : Brigitte Virtudes) : Claire Werner
- Linden Ashby (VF : Luc Boulad) : Inspecteur Reeder
- Jason Brooks (VF : Tony Joudrier) : Trevor Lautten
- Lindsay Taylor : Dory Holland
- Reiley McClendon (VF : Alexandre Nguyen) : Chad Voyt
- William Stanford Davis : Inspecteur Gilson
- Shirley Jordan : Ellen Walterson
- Timi Prulhiere : Rita Patterson
- Mark Porro : Clinton Thane
- Jon Mack : Journaliste